# Massimo Sartori
Massimo Sartori (Vicenza, 16 marzo 1967) è un allenatore di tennis italiano, per oltre vent'anni coach di Andreas Seppi. Per periodi minori è stato allenatore di Karin Knapp, Marco Cecchinato e Simone Vagnozzi.
In tutti gli anni di carriera ha sempre continuato ad essere il coach di Seppi e a cercare nuovi talenti tra i giovanissimi, scoprendo tra gli altri Jannik Sinner.

## Carriera

### Maestro di tennis
Nato e cresciuto a Vicenza, a 20 anni diventa maestro di tennis seguendo le orme del padre, apprezzato maestro in abito provinciale e per conto della FIT. Nel 1993 diventa maestro FIT e dal gennaio 1994 al giugno 1995 lavora al TC Lonigo e ad Altavilla Vicentina. Nel 1995 si trasferisce in Alto Adige a Caldaro e inizia a insegnare nella locale scuola tennis TC Kaltern.

### Coach

#### A Caldaro
Tra i suoi primi allievi vi è l'undicenne Andreas Seppi, con il quale instaura un ottimo rapporto basato sul reciproco rispetto e una grande mole di lavoro. In breve ne diventa il coach e lo seguirà nei tornei professionistici di tutto il mondo, portandolo nel 2013 alla 18ª posizione del ranking ATP. Sempre nel 1995 inizia a seguire Thomas Holzer, che quell'anno vince la Coppa Porro-Lambertenghi, valida come campionato italiano Under 12. Nel 1998 guida la squadra del club composta da Andreas Seppi, Mirko Balestro e Marco Lionetti che si aggiudica il titolo italiano a squadre Under 14. Nel 2002 è capitano non giocatore del Team Azzurro di Coppa Europa che vince il titolo con Andreas Seppi, Potito Starace e Federico Luzzi.
Alla scuola di Caldaro diventa il coach anche di Karin Knapp, che nel 2015 raggiungerà la 33ª posizione della classifica mondiale. Nel periodo di Caldaro, Sartori ha allenato anche Simone Vagnozzi, che porta al 161º posto del ranking, e dal 2009 il diciassettenne Marco Cecchinato, contribuendo alla sua maturazione e al raggiungimento della 134ª posizione mondiale. In seguito lo lascerà alle cure di altri allenatori a Caldaro tra i quali Cristian Brandi e lo stesso Vagnozzi, diventato coach dopo il ritiro.

#### A Bordighera
Dopo i lunghi anni passati a insegnare a Caldaro, Sartori si trasferisce a Bordighera per lavorare come allenatore e per seguire la crescita di nuovi talenti nel team di Riccardo Piatti, che era stato il coach di Novak Đoković, Ivan Ljubičić, Richard Gasquet, Milos Raonic e Borna Ćorić. Tra i talenti che scopre nel periodo in Liguria figura un altro talento altoatesino, il dodicenne Jannik Sinner, presentatogli l'8 novembre 2013 da un ex allievo. Rimane stupito dalle sue doti, intravede ampi margini di miglioramento e insiste perché venga visionato da Piatti, che ne diventerà l'allenatore. Nel novembre 2018 entra a far parte dello staff tecnico di Thomas Fabbiano.

#### A Vicenza
Dopo oltre vent'anni di lontananza da Vicenza, problemi familiari lo spingono a tornare nella città natale e accetta quindi la proposta della società Horizon di dare vita a un progetto per la crescita di giovanissimi tennisti al Circolo Tennis Vicenza, dove gli vengono messi a disposizione tre campi. Tra i suoi obiettivi, quello di rilanciare il tennis veneto. In seguito il progetto viene ampliato con un maggior numero di campi, tra cui quelli del Tennis Comunali Vicenza, per seguire 30 tra le migliori promesse del tennis veneto. Il 20 marzo 2020 torna ad essere il coach di Marco Cecchinato in sostituzione di Uros Vico, da qualche mese subentrato a Vagnozzi nel periodo di declino del tennista palermitano, in cerca di riscatto dopo aver conosciuto un periodo di grande successo arrivando al 16º posto del ranking mondiale nel febbraio 2019. Tuttavia in seguito a un periodo con scarsi risultati i due si separano nuovamente nel settembre 2023. A partire dalla stagione 2023 segue nella sua accademia anche Giulio Zeppieri, che sotto la sua guida raggiunge il 110º posto mondiale nel gennaio 2024. Oltre al progetto con i giovani, a Vicenza ha seguito Seppi, Cecchinato, Fabbiano, per un breve periodo Gianluigi Quinzi e le tenniste Anna e Bianca Turati e Melania Delai. 